# 1. Fußball-Club Köln 01/07 1975-1976
Questa voce raccoglie le informazioni riguardanti il 1. Fußball-Club Köln 01/07 nelle competizioni ufficiali della stagione 1975-1976.

## Stagione
Nella stagione 1975-1976 il Colonia, allenato da Zlatko Čajkovski e Georg Stollenwerk, concluse il campionato di Bundesliga al 4º posto. In Coppa di Germania il Colonia fu eliminato ai quarti di finale dal Bayern Monaco. In Coppa UEFA il Colonia fu eliminato al secondo turno dal Spartak Mosca.

## Rosa
| N. |                     | Ruolo | Calciatore            |
| -- | ------------------- | ----- | --------------------- |
|    | Germania (bandiera) | P     | Toni Schumacher       |
|    | Serbia (bandiera)   | P     | Slobodan Topalović    |
|    | Germania (bandiera) | D     | Bernd Cullmann        |
|    | Germania (bandiera) | D     | Roland Gerber         |
|    | Germania (bandiera) | D     | Herbert Hein          |
|    | Germania (bandiera) | D     | Harald Konopka        |
|    | Germania (bandiera) | D     | Dieter Schwabe        |
|    | Germania (bandiera) | D     | Gerd Strack           |
|    | Germania (bandiera) | D     | Wolfgang Weber        |
|    | Germania (bandiera) | C     | Heinz Flohe           |
|    | Germania (bandiera) | C     | Jürgen Glowacz        |
|    | Germania (bandiera) | C     | Hans Otto Hiestermann |

| N. |                     | Ruolo | Calciatore         |
| -- | ------------------- | ----- | ------------------ |
|    | Germania (bandiera) | C     | Herbert Neumann    |
|    | Germania (bandiera) | C     | Wolfgang Overath   |
|    | Germania (bandiera) | C     | Dieter Prestin     |
|    | Germania (bandiera) | C     | Günter Schäfer     |
|    | Germania (bandiera) | C     | Heinz Simmet       |
|    | Germania (bandiera) | C     | Herbert Zimmermann |
|    | Germania (bandiera) | A     | Matthias Brücken   |
|    | Germania (bandiera) | A     | Detlev Lauscher    |
|    | Germania (bandiera) | A     | Hannes Löhr        |
|    | Germania (bandiera) | A     | Dieter Müller      |
|    | Germania (bandiera) | A     | Günter Weber       |
|    | Svezia (bandiera)   | A     | Benny Wendt        |

## Organigramma societario
Area tecnica
- Allenatore: Georg Stollenwerk
- Allenatore in seconda:
- Preparatore dei portieri: Rolf Herings
- Preparatori atletici:

## Calciomercato

### Sessione estiva
| Acquisti | Acquisti              | Acquisti         | Acquisti |
| R.       | Nome                  | da               | Modalità |
| -------- | --------------------- | ---------------- | -------- |
| A        | Matthias Brücken      | Bayer Leverkusen |          |
| D        | Roland Gerber         | FV Lauda         |          |
| C        | Hans Otto Hiestermann | Norimberga       |          |
| A        | Miodrag Petrović      | Servette         |          |
| A        | Benny Wendt           | IFK Norrköping   |          |

| Cessioni | Cessioni            | Cessioni        | Cessioni |
| R.       | Nome                | a               | Modalità |
| -------- | ------------------- | --------------- | -------- |
| A        | Miodrag Petrović    | Westfalia Herne |          |
| C        | Winfried Berkemeier | TeBe Berlino    |          |
| C        | Heinz-Theo Horst    | Colonia II      |          |
| P        | Gerhard Welz        | Preußen Münster |          |

### Sessione invernale
| Acquisti | Acquisti | Acquisti | Acquisti |
| R.       | Nome     | da       | Modalità |
| -------- | -------- | -------- | -------- |

| Cessioni | Cessioni         | Cessioni         | Cessioni |
| R.       | Nome             | a                | Modalità |
| -------- | ---------------- | ---------------- | -------- |
| P        | Wolfgang Mattern | Viktoria Colonia |          |

## Risultati

### Bundesliga

#### Girone di andata
| Arbitro: | Biwersi |

|                                |           |                    |
| Hermandung 28’ Beer 66’ (rig.) | Marcatori | 41’ (rig.) Konopka |

| Arbitro: | Antz |

|                            |           |               |
| Hiestermann 33’ Müller 47’ | Marcatori | 16’ Damjanoff |

| Braunschweig 23 agosto 1975, ore 15:30 CET 3ª giornata | Eintracht Braunschweig | 0 – 0 referto | Colonia | Stadion an der Hamburger Straße (29 000 spett.)\| Arbitro: \| Gabor \| |
| Arbitro:                                               | Gabor                  |               |         |                                                                        |

| Arbitro: | Walz |

|                |           |             |
| Zimmermann 52’ | Marcatori | 6’ Sandberg |

| Arbitro: | Schröder |

|                                 |           |         |
| Kübler 59’ Krauth 66’ Vogel 86’ | Marcatori | 3’ Löhr |

| Arbitro: | Engel |

|         |           |           |
| Löhr 5’ | Marcatori | 79’ Kaltz |

| Arbitro: | Zuchantke |

|                                        |           |                       |
| Höttges 40’ (rig.) Röber 42’ Weist 84’ | Marcatori | 31’ Overath 38’ Flohe |

| Arbitro: | Fork |

|                                  |           |                  |
| Strack 22’ Hein 47’ Cullmann 49’ | Marcatori | 2’ Jara 82’ Worm |

| Arbitro: | Aldinger |

|           |           |          |
| Riege 44’ | Marcatori | 88’ Löhr |

| Arbitro: | Lutz |

|                                 |           |  |
| Brücken 53’ Simmet 58’ Löhr 73’ | Marcatori |  |

| Düsseldorf 25 ottobre 1975, ore 15:30 CET 11ª giornata | Fortuna Düsseldorf | 0 – 0 referto | Colonia | Rheinstadion (22 000 spett.)\| Arbitro: \| Biwersi \| |
| Arbitro:                                               | Biwersi            |               |         |                                                       |

| Arbitro: | Scheffner |

|          |           |  |
| Löhr 86’ | Marcatori |  |

| Arbitro: | Quindeau |

|                                      |           |          |
| Fischer 30’ Bongartz 67’ Kremers 69’ | Marcatori | 26’ Löhr |

| Arbitro: | Schröder |

|                                  |           |                                |
| Flohe 49’ Konopka 51’ Simmet 59’ | Marcatori | 15’, 57’ Nickel 45’ Hölzenbein |

| Arbitro: | Roth |

|                                |           |  |
| Neumann 13’, 47’ Löhr 41’, 59’ | Marcatori |  |

| Arbitro: | Redelfs |

|                |           |                        |
| Rummenigge 15’ | Marcatori | 41’ Strack 69’ Neumann |

| Arbitro: | Biwersi |

|  |           |                                           |
|  | Marcatori | 24’ Simonsen 35’ Heynckes 38’, 62’ Jensen |

#### Girone di ritorno
| Arbitro: | Engel |

|                    |           |  |
| Weber 82’ Löhr 85’ | Marcatori |  |

| Arbitro: | Dreher |

|                               |           |                                       |
| Anders 19’ Damjanoff 70’, 87’ | Marcatori | 62’ (rig.) Konopka 73’ Weber 79’ Löhr |

| Arbitro: | Frickel |

|          |           |           |
| Löhr 53’ | Marcatori | 22’ Frank |

| Arbitro: | Klauser |

|                       |           |             |
| Toppmöller 29’ (rig.) | Marcatori | 73’ Glowacz |

| Arbitro: | Redelfs |

|            |           |                                  |
| Müller 42’ | Marcatori | 65’, 73’ Flindt-Bjerg 77’ Kübler |

| Arbitro: | Biwersi |

|                          |           |          |
| Ettmayer 55’ Reimann 77’ | Marcatori | 32’ Löhr |

| Arbitro: | Meuser |

|            |           |            |
| Müller 85’ | Marcatori | 90’ Ohling |

| Arbitro: | Engel |

|  |           |                               |
|  | Marcatori | 29’, 58’, 72’ Müller 48’ Löhr |

| Arbitro: | Jensen |

|                                       |           |  |
| Flohe 34’ Müller 56’, 59’ Brücken 80’ | Marcatori |  |

| Arbitro: | Haselberger |

|                              |           |                                  |
| Hrubesch 72’ Burgsmüller 87’ | Marcatori | 28’, 30’ Müller 34’ (aut.) Dörre |

| Arbitro: | Frickel |

|                                         |           |  |
| Konopka 20’ Glowacz 38’, 50’ Müller 53’ | Marcatori |  |

| Arbitro: | Dreher |

|            |           |  |
| Kaczor 27’ | Marcatori |  |

| Arbitro: | Walz |

|                        |           |             |
| Müller 39’ Overath 65’ | Marcatori | 27’ Fischer |

| Arbitro: | Redelfs |

|                         |           |                   |
| Nickel 4’ Neuberger 33’ | Marcatori | 60’ Löhr 84’ Hein |

| Arbitro: | Schröder |

|           |           |                                                          |
| Theis 26’ | Marcatori | 27’ Glowacz 33’ Müller 78’ Löhr 86’ Flohe 89’ Zimmermann |

| Arbitro: | Biwersi |

|                    |           |  |
| Konopka 77’ (rig.) | Marcatori |  |

| Arbitro: | Aldinger |

|                        |           |            |
| Jensen 6’ Wittkamp 35’ | Marcatori | 78’ Müller |

### Coppa di Germania
| Arbitro: | Wahmann |

|                         |           |  |
| Neumann 3’ Petrović 70’ | Marcatori |  |

| Arbitro: | Burgers |

|                                                                                     |           |                           |
| Overath 16’ Weber 17’ Brücken 22’, 77’ Glowacz 44’ Neumann 73’ Löhr 81’, 84’ (rig.) | Marcatori | 42’ Martinelli 53’ Bührer |

| Arbitro: | Hövel |

|                                |           |             |
| Flohe 58’ Löhr 61’ Brücken 69’ | Marcatori | 74’ Hofmann |

| Arbitro: | Gabor |

|          |           |            |
| Bals 70’ | Marcatori | 30’ Müller |

| Arbitro: | Lutz |

|              |           |  |
| Neumann 111’ | Marcatori |  |

| Arbitro: | Roth |

|                 |           |                                             |
| Müller 10’, 67’ | Marcatori | 6’ Horsmann 27’, 57’, 60’ Müller 34’ Hoeneß |

### Coppa UEFA
| Arbitro: | Foote |

|                                     |           |  |
| Andresen 17’ (aut.) Löhr 25’ (rig.) | Marcatori |  |

| Arbitro: | Byrne |

|                      |           |                         |
| Kristiansen 14’, 65’ | Marcatori | 96’, 110’, 118’ Brücken |

| Arbitro: | Eriksson |

|                  |           |  |
| Lovchev 15’, 89’ | Marcatori |  |

| Arbitro: | Jiménez |

|  |           |              |
|  | Marcatori | 62’ Andreyev |

## Statistiche

### Statistiche di squadra
| Competizione      | Punti | In casa | In casa | In casa | In casa | In casa | In casa | In trasferta | In trasferta | In trasferta | In trasferta | In trasferta | In trasferta | Totale | Totale | Totale | Totale | Totale | Totale | DR  |
| Competizione      | Punti | G       | V       | N       | P       | Gf      | Gs      | G            | V            | N            | P            | Gf           | Gs           | G      | V      | N      | P      | Gf     | Gs     | DR  |
| ----------------- | ----- | ------- | ------- | ------- | ------- | ------- | ------- | ------------ | ------------ | ------------ | ------------ | ------------ | ------------ | ------ | ------ | ------ | ------ | ------ | ------ | --- |
| Bundesliga        | 39    | 17      | 10      | 5       | 2       | 34      | 18      | 17           | 4            | 6            | 7            | 28           | 27           | 34     | 14     | 11     | 9      | 62     | 45     | +17 |
| Coppa di Germania | -     | 5       | 4       | 0       | 1       | 16      | 8       | 1            | 0            | 1            | 0            | 1            | 1            | 6      | 4      | 1      | 1      | 17     | 9      | +8  |
| Coppa UEFA        | -     | 2       | 1       | 0       | 1       | 2       | 1       | 2            | 1            | 0            | 1            | 3            | 4            | 4      | 2      | 0      | 2      | 5      | 5      | 0   |
| Totale            | 39    | 24      | 15      | 5       | 4       | 52      | 27      | 20           | 5            | 7            | 8            | 32           | 32           | 44     | 20     | 12     | 12     | 84     | 59     | +25 |

### Andamento in campionato
| Giornata  | 1  | 2  | 3  | 4 | 5  | 6  | 7  | 8  | 9  | 10 | 11 | 12 | 13 | 14 | 15 | 16 | 17 | 18 | 19 | 20 | 21 | 22 | 23 | 24 | 25 | 26 | 27 | 28 | 29 | 30 | 31 | 32 | 33 | 34 |
| --------- | -- | -- | -- | - | -- | -- | -- | -- | -- | -- | -- | -- | -- | -- | -- | -- | -- | -- | -- | -- | -- | -- | -- | -- | -- | -- | -- | -- | -- | -- | -- | -- | -- | -- |
| Luogo     | T  | C  | T  | C | T  | C  | T  | C  | T  | C  | T  | C  | T  | C  | C  | T  | C  | C  | T  | C  | T  | C  | T  | C  | T  | C  | T  | C  | T  | C  | T  | T  | C  | T  |
| Risultato | P  | V  | N  | N | P  | N  | P  | V  | N  | V  | N  | V  | P  | N  | V  | V  | P  | V  | N  | N  | N  | P  | P  | N  | V  | V  | V  | V  | P  | V  | N  | V  | V  | P  |
| Posizione | 14 | 10 | 10 | 9 | 15 | 15 | 15 | 14 | 11 | 9  | 7  | 6  | 8  | 7  | 7  | 5  | 7  | 5  | 5  | 5  | 6  | 8  | 10 | 10 | 8  | 7  | 7  | 6  | 7  | 6  | 6  | 5  | 3  | 4  |

Legenda:

Luogo: C = Casa; T = Trasferta. Risultato: V = Vittoria; N = Pareggio; P = Sconfitta.

### Statistiche dei giocatori
| Giocatore      | Bundesliga | Bundesliga | Bundesliga  | Bundesliga | Coppa di Germania | Coppa di Germania | Coppa di Germania | Coppa di Germania | Coppa UEFA | Coppa UEFA | Coppa UEFA  | Coppa UEFA | Totale   | Totale | Totale      | Totale     |
| Giocatore      | Presenze   | Reti       | Ammonizioni | Espulsioni | Presenze          | Reti              | Ammonizioni       | Espulsioni        | Presenze   | Reti       | Ammonizioni | Espulsioni | Presenze | Reti   | Ammonizioni | Espulsioni |
| -------------- | ---------- | ---------- | ----------- | ---------- | ----------------- | ----------------- | ----------------- | ----------------- | ---------- | ---------- | ----------- | ---------- | -------- | ------ | ----------- | ---------- |
| M. Brücken     | 9          | 2          | 0           | 0          | 4                 | 3                 | 0                 | 0                 | 3          | 3          | 0           | 0          | 16       | 8      | 0           | 0          |
| B. Cullmann    | 26         | 1          | 3           | 0          | 5                 | 0                 | 0                 | 0                 | 4          | 0          | 0           | 0          | 35       | 1      | 3           | 0          |
| H. Flohe       | 29         | 4          | 1           | 0          | 4                 | 1                 | 1                 | 0                 | 4          | 0          | 1           | 0          | 37       | 5      | 3           | 0          |
| R. Gerber      | 7          | 0          | 0           | 0          | 1                 | 0                 | 0                 | 0                 | 0          | 0          | 0           | 0          | 8        | 0      | 0           | 0          |
| J. Glowacz     | 27         | 4          | 1           | 0          | 5                 | 1                 | 0                 | 0                 | 4          | 0          | 0           | 0          | 36       | 5      | 1           | 0          |
| H. Hein        | 29         | 2          | 2           | 0          | 5                 | 0                 | 0                 | 0                 | 1          | 0          | 0           | 0          | 35       | 2      | 2           | 0          |
| H. Hiestermann | 9          | 1          | 0           | 0          | 1                 | 0                 | 0                 | 0                 | 1          | 0          | 0           | 0          | 11       | 1      | 0           | 0          |
| H. Konopka     | 33         | 5          | 9           | 0          | 6                 | 0                 | 1                 | 0                 | 4          | 0          | 1           | 0          | 43       | 5      | 11          | 0          |
| D. Lauscher    | 5          | 0          | 0           | 0          | 3                 | 0                 | 0                 | 0                 | 0          | 0          | 0           | 0          | 8        | 0      | 0           | 0          |
| H. Löhr        | 30         | 15         | 3           | 0          | 5                 | 3                 | 0                 | 0                 | 4          | 1          | 0           | 0          | 39       | 19     | 3           | 0          |
| W. Mattern     | 1          | 0          | 0           | 0          | 0                 | 0                 | 0                 | 0                 | 0          | 0          | 0           | 0          | 1        | 0      | 0           | 0          |
| D. Müller      | 19         | 14         | 0           | 0          | 4                 | 3                 | 0                 | 0                 | 0          | 0          | 0           | 0          | 23       | 17     | 0           | 0          |
| H. Neumann     | 28         | 3          | 3           | 0          | 5                 | 3                 | 1                 | 0                 | 2          | 0          | 0           | 0          | 35       | 6      | 4           | 0          |
| W. Overath     | 27         | 2          | 4           | 0          | 3                 | 1                 | 1                 | 0                 | 4          | 0          | 0           | 0          | 34       | 3      | 5           | 0          |
| M. Petrović    | 3          | 0          | 0           | 0          | 1                 | 1                 | 0                 | 0                 | 0          | 0          | 0           | 0          | 4        | 1      | 0           | 0          |
| D. Prestin     | 4          | 0          | 0           | 0          | 1                 | 0                 | 0                 | 0                 | 0          | 0          | 0           | 0          | 5        | 0      | 0           | 0          |
| T. Schumacher  | 26         | 0          | 1           | 0          | 3                 | 0                 | 0                 | 0                 | 0          | 0          | 0           | 0          | 29       | 0      | 1           | 0          |
| D. Schwabe     | 0          | 0          | 0           | 0          | 1                 | 0                 | 0                 | 0                 | 0          | 0          | 0           | 0          | 1        | 0      | 0           | 0          |
| G. Schäfer     | 0          | 0          | 0           | 0          | 0                 | 0                 | 0                 | 0                 | 0          | 0          | 0           | 0          | 0        | 0      | 0           | 0          |
| H. Simmet      | 34         | 2          | 4           | 0          | 5                 | 0                 | 0                 | 0                 | 3          | 0          | 1           | 0          | 42       | 2      | 5           | 0          |
| G. Strack      | 21         | 2          | 2           | 0          | 4                 | 0                 | 0                 | 0                 | 4          | 0          | 1           | 0          | 29       | 2      | 3           | 0          |
| S. Topalović   | 8          | 0          | 0           | 0          | 3                 | 0                 | 0                 | 0                 | 4          | 0          | 0           | 0          | 15       | 0      | 0           | 0          |
| G. Weber       | 2          | 0          | 0           | 0          | 0                 | 0                 | 0                 | 0                 | 1          | 0          | 0           | 0          | 3        | 0      | 0           | 0          |
| W. Weber       | 27         | 2          | 1           | 0          | 6                 | 1                 | 0                 | 0                 | 4          | 0          | 1           | 0          | 37       | 3      | 2           | 0          |
| B. Wendt       | 6          | 0          | 0           | 0          | 0                 | 0                 | 0                 | 0                 | 0          | 0          | 0           | 0          | 6        | 0      | 0           | 0          |
| H. Zimmermann  | 13         | 2          | 1           | 0          | 2                 | 0                 | 0                 | 0                 | 2          | 0          | 0           | 0          | 17       | 2      | 1           | 0          |